# Hudaifa ibne Alauas Alcaici
Hudaifa ibne Alauas Alcaici (em árabe: حذيفة بن الأحوص القيسي; romaniz.: Ḥudhayfa ibn al-Aḥwaṣ al-Ḳaysī), também conhecido como Hujefa ou Hujifa ibne Alauas Alcaici, Hojefa ibne Alauã ou Hadifa ibne Alaus Alabaci foi uale do Alandalus por seis meses em 728.

## Vida
Hudaifa sucedeu Iáia ibne Salama Alcalbi como governador em meados de 728. Isso provavelmente estava relacionado à mudança no governo no Ifríquia. O governador anterior, Bixer, membro dos calbitas como Iáia, morreu no final de 727 e seu sucessor escolhido a dedo foi substituído no início de 728 pelo califa Hixame ibne Abedal Maleque. O novo governador da Ifríquia era Ubaidá, dos caicitas. Como o governador do Alandalus estava sob a autoridade do governador de Ifríquia, em meados do ano Iáia (talvez morto) foi substituído por um caicita. Hudaifa é o último governador cuja nomeação pelo governador da Ifríquia com o consentimento do califa está registrada na Crônica de 754. Todos os governadores subsequentes parecem ter governado independentemente de Damasco.
A Crônica de 754 foi escrita em latim por um cristão contemporâneo do Alandalus. Ele registra que Hudaifa - cujo nome se escreve Odifa - esteve no cargo por apenas seis meses. A Crônica Profética (883) também dá a ele um mandato de seis meses, mas a lista de governadores compilada pelo estudioso andalusino ibne Habibe (878/9) o faz governar por um ano inteiro. O historiador do século XVII Almacari segue ibne Habibe e data seu mandato de junho ou julho de 728 até abril de 729. A Crônica de 754 critica Hudaifa por "leviandade" ou "frivolidade" não especificada (levitas), implicando que carecia da virtude da gravitas (dignidade) que era considerada um imperativo de alto cargo. Foi sucedido após um breve e malsucedido mandato de Otomão ibne Abi Niça Alcatami.